# Pica Bastard
La Pica Bastard és una muntanya de 1.934,7 metres d'altitud del límit entre les comunes de Ralleu, de la comarca del Conflent, i de Matamala, de la del Capcir, totes dues a la Catalunya del Nord. És a l'extrem sud-oest del terme de Ralleu i al central - oriental del de Matamala.